# Annona senegalensis
Annona senegalensis är en kirimojaväxtart som beskrevs av Christiaan Hendrik Persoon.
Annona senegalensis ingår i släktet annonor och familjen kirimojaväxter.

## Underarter
Arten delas in i följande underarter:
- Annona senegalensis areolata
- Annona senegalensis glabrescens
- Annona senegalensis oulotricha
- Annona senegalensis senegalensis

## Bildgalleri

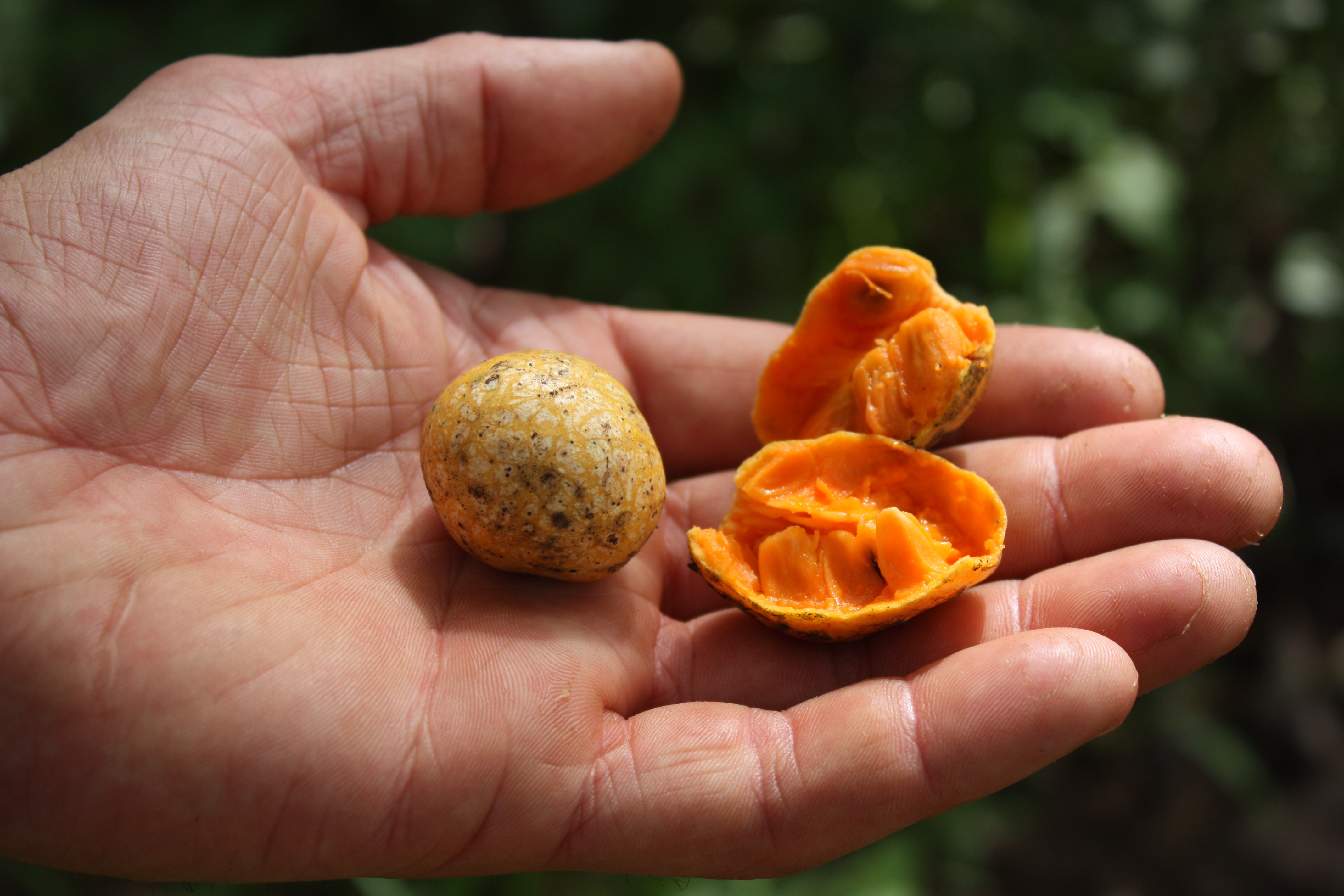
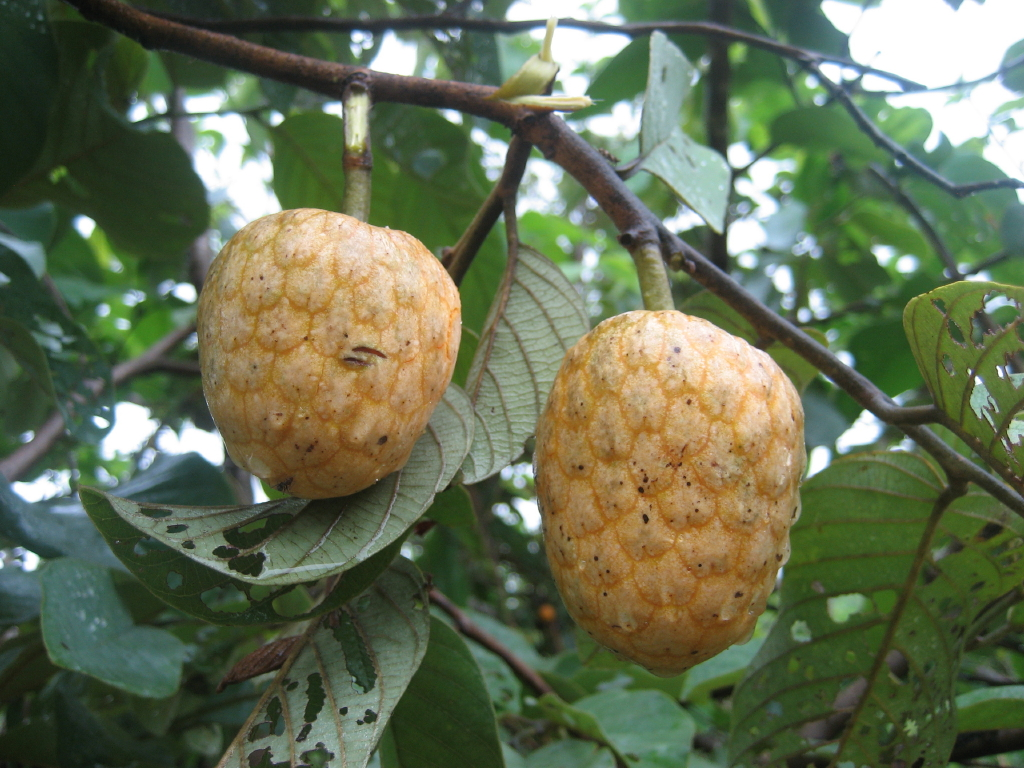